# Звучна небна преградна съгласна
Звучната небна преградна съгласна е вид съгласен звук, използван в някои говорими езици. В Международната фонетична азбука той се отбелязва със символа ɟ. Той е сходен с българския звук, обозначаван с „г“, но се учленява по-напред по небцето.
Беззвучната небна преградна съгласна се използва в езици като македонска литературна норма (раѓање, [ˈraɟaɲɛ]), турски (güneş, [ɟyˈne̞ʃ]), унгарски (gyám, [ɟäːm]).
В книжовния български не се използва звучна небна преградна съгласна без йотация на следващата гласна, но звукът се среща в много от западните диалекти ([duɟˈanɛ], [nˈoɟɛ], [oɟˈin]). В някои от тези диалекти той може да замества и звучната венечна преградна съгласна (д): [grˈozɟɛ], [ɟˈavoɫ], [livˈaɟɛ].